# Zbór Kościoła Adwentystów Dnia Siódmego w Siedlcach
Zbór Kościoła Adwentystów Dnia Siódmego w Siedlcach – zbór adwentystyczny w Siedlcach, należący do okręgu mazowieckiego diecezji wschodniej Kościoła Adwentystów Dnia Siódmego w RP.
Pastorem zboru jest kazn. Konrad Pasikowski, natomiast starszym – Adam Obrębowski. Nabożeństwa odbywają się w kaplicy przy ul. Jana Brzechwy 11 każdej soboty o godz. 10:00.